# Persone di cognome Patterson
| Questa pagina contiene informazioni ricavate automaticamente dalle voci biografiche con l'ausilio del template Bio e di un bot. L'aggiornamento è periodico e automatico e ricostruisce completamente la pagina. Se manca una persona in questa lista, sei pregato di non aggiungerla, ma accertati piuttosto che la sua voce biografica contenga il template Bio e che i dati anagrafici siano correttamente compilati. Se il template Bio manca, inseriscilo tu stesso o, in alternativa, metti l'avviso {{tmp\|Bio}} che ne segnala la mancanza. Se i dati riportati sono sbagliati, correggi direttamente la voce biografica; le modifiche saranno visibili in questa lista entro pochi giorni. Per chiarimenti vedi il progetto antroponimi. La lista contiene solo le 64 persone che sono citate nell'enciclopedia e per le quali è stato implementato correttamente il template Bio. Pagina aggiornata al 23 giu 2025. |

Questa è una lista di persone presenti nell'enciclopedia che hanno il cognome Patterson, suddivise per attività principale.

## Allenatori di calcio(2)
- Darren Patterson, allenatore di calcio e ex calciatore nordirlandese (Belfast, n. 1969)
- George Patterson, allenatore di calcio inglese (Liverpool, n. 1887 - Liverpool, † 1955)

## Altiste(1)
- Eleanor Patterson, altista australiana (Leongatha, n. 1996)

## Animatori(2)
- Don Patterson, animatore e regista statunitense (Chicago, n. 1909 - Santa Barbara, † 1998)
- Ray Patterson, animatore e regista statunitense (Hollywood, n. 1911 - Encino, † 2001)

## Attori(3)
- Hank Patterson, attore statunitense (Springville, n. 1888 - Woodland Hills, † 1975)
- James Patterson, attore statunitense (Derry, n. 1932 - New York, † 1972)
- Jay Patterson, attore statunitense (Cincinnati, n. 1954)

## Attrici(7)
- Elizabeth Patterson, attrice statunitense (Savannah, n. 1874 - Los Angeles, † 1966)
- Lorna Patterson, attrice statunitense (Whittier, n. 1956)
- Marnette Patterson, attrice e cantante statunitense (Los Angeles, n. 1980)
- Meredith Patterson, attrice statunitense (Concord, n. 1975)
- Merritt Patterson, attrice canadese (Whistler, n. 1990)
- Neva Patterson, attrice statunitense (Nevada, n. 1920 - Brentwood, † 2010)
- Sarah Patterson, attrice britannica (Londra, n. 1970)

## Avvocati(1)
- Richard North Patterson, avvocato e scrittore statunitense (Berkeley, n. 1947)

## Bassisti(1)
- Roger Patterson, bassista statunitense (n. 1968 - † 1991)

## Calciatori(4)
- Anthony Patterson, calciatore inglese (North Shields, n. 2000)
- Monty Patterson, calciatore neozelandese (Auckland, n. 1996)
- Nathan Patterson, calciatore scozzese (Glasgow, n. 2001)
- Rory Patterson, calciatore nordirlandese (Strabane, n. 1984)

## Calciatrici(1)
- Toriana Patterson, calciatrice giamaicana (Yorktown Heights, n. 1994)

## Cantanti(4)
- Beth Ditto, cantante statunitense (Searcy, n. 1981)
- Ian Hunter, cantante e compositore britannico (Oswestry, n. 1939)
- Ottilie Patterson, cantante e pianista britannica (Comber, n. 1932 - Ayr, † 2011)
- Carly Patterson, cantante e ex ginnasta statunitense (Baton Rouge, n. 1988)

## Cestiste(1)
- Leone Patterson, ex cestista neozelandese (Masterton, n. 1962)

## Cestisti(9)
- Steve Patterson, cestista e allenatore di pallacanestro statunitense (Riverside, n. 1948 - Phoenix, † 2004)
- Tom Patterson, cestista statunitense (Midland, n. 1948 - Waskom, † 1982)
- Worthy Patterson, cestista statunitense (New Haven, n. 1931 - Santa Monica, † 2022)
- Andrae Patterson, ex cestista e allenatore di pallacanestro statunitense (Riverside, n. 1975)
- George Patterson, cestista statunitense (n. 1939 - † 2003)
- Lamar Patterson, cestista statunitense (Lancaster, n. 1991)
- Patrick Patterson, ex cestista statunitense (Washington, n. 1989)
- Ray Patterson, cestista, allenatore di pallacanestro e dirigente sportivo statunitense (Lafayette, n. 1922 - Sugar Land, † 2011)
- Ruben Patterson, ex cestista statunitense (Cleveland, n. 1975)

## Chimici(1)
- Clair Patterson, chimico statunitense (Mitchellville, n. 1922 - Sea Ranch, † 1995)

## Disc jockey(1)
- Simon Patterson, disc jockey e produttore discografico britannico (Belfast, n. 1981)

## Fisici(1)
- John Patterson, fisico e meteorologo canadese (n. 1872 - † 1956)

## Fondisti(1)
- Scott Patterson, fondista statunitense (n. 1992)

## Giocatori di football americano(6)
- Cordarrelle Patterson, giocatore di football americano statunitense (Rock Hill, n. 1991)
- Hal Patterson, giocatore di football americano statunitense (Larned, n. 1932 - Kinsley, † 2011)
- Jarrett Patterson, giocatore di football americano statunitense (Miami, n. 2000)
- Montel Patterson, giocatore di football americano britannico
- Riley Patterson, giocatore di football americano statunitense (Edwardsville, n. 1999)
- Robbie Patterson IV, giocatore di football americano statunitense (Medford)

## Giornalisti(1)
- Joseph Medill Patterson, giornalista e editore statunitense (n. 1879 - † 1946)

## Informatici(1)
- David Patterson, informatico statunitense (Evergreen Park, n. 1947)

## Militari(1)
- John Henry Patterson, militare e scrittore irlandese (Forgney, n. 1867 - Bel Air, † 1947)

## Musicisti(1)
- Ben Patterson, musicista e artista statunitense (Pittsburgh, n. 1934 - Wiesbaden, † 2016)

## Pistard(1)
- Sydney Patterson, pistard e ciclista su strada australiano (Melbourne, n. 1927 - Melbourne, † 1999)

## Politici(1)
- Robert Porter Patterson, politico statunitense (Glens Falls, n. 1891 - Newark, † 1952)

## Pugili(1)
- Floyd Patterson, pugile statunitense (Waco, n. 1935 - New Paltz, † 2006)

## Rapper(2)
- MC Ren, rapper statunitense (Compton, n. 1969)
- Mozzy, rapper e produttore discografico statunitense (Sacramento, n. 1987)

## Sciatori alpini(2)
- Pete Patterson, ex sciatore alpino statunitense (Sun Valley, n. 1957)
- James Patterson, sciatore alpino australiano (West Wyalong, n. 1970)

## Sciatrici alpine(2)
- Susie Patterson, ex sciatrice alpina statunitense (Sun Valley, n. 1955)
- Soleil Patterson, ex sciatrice alpina canadese (n. 1998)

## Scrittori(1)
- James Patterson, scrittore statunitense (Newburgh, n. 1947)

## Tennisti(1)
- Gerald Patterson, tennista australiano (Preston, n. 1895 - Melbourne, † 1967)

## Velociste(1)
- Audrey Patterson, velocista statunitense (New Orleans, n. 1926 - San Diego, † 1996)

## Wrestler(2)
- Thunderbolt Patterson, ex wrestler statunitense (Waterloo, n. 1941)
- Pat Patterson, wrestler canadese (Montréal, n. 1941 - Miami, † 2020)